# Luces de la ciudad
Luces de la ciudad (City Lights) es una película estadounidense de 1931 escrita, dirigida e interpretada por Charlie Chaplin. Ocupa el puesto número once en la lista de las cien mejores películas elaborada por el American Film Institute en el año 2007. Forma parte además de la lista AFI's 10 Top 10.

## Argumento
Charlot, el personaje interpretado por Chaplin, es un pobre vagabundo sin hogar que conoce a una florista ciega (Virginia Cherrill) y se enamora de ella. 
Poco después, evita el suicidio de un millonario borracho (Harry Myers), quien le hace promesas de amistad eterna por haberle salvado la vida. Sin embargo, siempre que está sobrio, el millonario lo rechaza, pero vuelve a su amistad y a ser generoso cada vez que está bebido, lo que es frecuente. 
Charlot comienza un romance con la florista, que lo toma por un millonario. Cuando se entera Charlot de que van a embargar la casa de la chica si no reúne dinero suficiente -al leer la nota de desahucio además de un periódico donde dice que un doctor cura la ceguera-, prueba suerte en diferentes trabajos (entre ellos, una competición de boxeo). Obtiene, finalmente, mil dólares de su amigo el millonario, quien se los regala generosamente porque se encuentra ebrio. Una vez sobrio de nuevo, niega conocer a Charlot y hace que le persiga la policía. Charlot da el dinero a la florista, quien así consigue evitar ser desahuciada y puede someterse a una operación que le devuelve la vista. El protagonista, en cambio, es capturado por la policía, acusado del robo de los mil dólares, y pasa una larga temporada en prisión. Al salir, vuelve a encontrarse con la florista, que ahora regenta una tienda en lugar de vender en la calle y vive con la esperanza de reencontrar a su supuesto millonario. La película termina con la escena en que la florista reconoce a Charlot como su benefactor.

## Reparto
- Charles Chaplin: Charlot, el vagabundo.
- Virginia Cherrill: la florista ciega.
- Florence Lee: la abuela de la florista.
- Harry Myers: el millonario.
- Al Ernest Garcia:[4] el mayordomo.
- Hank Mann:[5] el boxeador oponente de Charlot.

## Producción

### Preproduccion

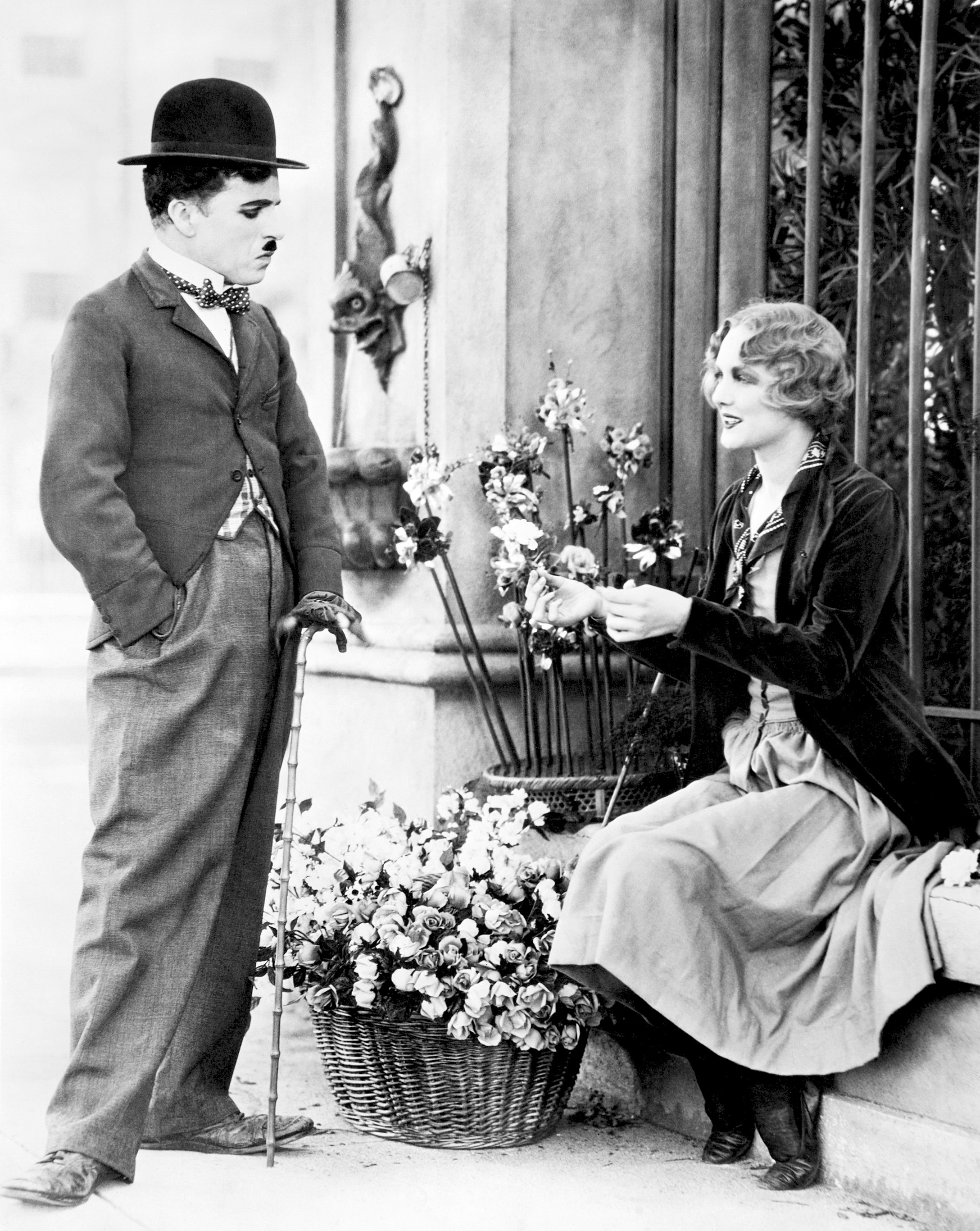
Momento de la escena del primer encuentro entre el vagabundo y la florista ciega.

La obra de Chaplin El circo de 1928, sería la última película antes de que la industria del cine entrara en el mundo del sonoro y dejara aparcada definitivamente el cine mudo. Como productor y distribuidor de su propia obra (y como coprietario de United Artists), Chaplin no podía concebir que Luces de la ciudad no fuera una película muda. Técnicamente, la película era un crossover, ya que su banda sonora había sincronizado música, efectos de sonido y algunos sonidos ininteligibles que copiaban películas de patrones de voz. Pero el diálogo se presentó con títulos al estilo del cine mudo.  Chaplin fue el primer personaje de la industria en contactar en 1918 con el inventor Eugene Augustin Lauste, pionero en la tecnología del cine sonoro, aunque nunca llegó a concretar ningún proyecto al respecto. Chaplin infravaloró las películas sonoras de las que dijo en una entrevista que "le daba tres años, eso es todo". También le preocupaba el hecho de ajustar a su inconfundible personaje del vagabundo al sonoro.
A principios de 1928, Chaplin comenzó a escribir el guion con Harry Carr. La trama creció gradualmente a partir de un concepto inicial que Chaplin había considerado después del éxito de  El circo , donde un payaso de circo se queda ciego y tiene que ocultar su discapacidad a su pequeña hija pretendiendo que su incapacidad para ver son tonterías. Esto inspiró el personaje de la chica ciega. Las primeras escenas que pensó Chaplin fueron las del final, donde la niña ciega recién curada ve al Vagabundo por primera vez. Se escribió una descripción muy detallada de la escena, ya que Chaplin la consideraba el centro de toda la película.
Para una trama secundaria, Chaplin primero consideró a un personaje aún más bajo en la escala social, un vendedor de periódicos negro. Finalmente, optó por un millonario borracho, un personaje que se utilizó anteriormente en el corto de 1921 "The Idle Class". La trama millonaria se basó en una vieja idea que Chaplin tuvo para un corto en el que dos millonarios recogen al Vagabundo del basurero de la ciudad y le dan una noche de derroche en clubes caros antes de dejarlo en el basurero, así que cuando se despierta , el vagabundo no sabría si era real o un sueño. Esto fue reescrito en un millonario que es amigo del Vagabundo cuando está borracho pero no lo reconoce cuando está sobrio.
Chaplin comenzó oficialmente la preproducción de la película en mayo de 1928 y contrató al director de arte australiano Henry Clive para diseñar los decorados ese verano. Chaplin finalmente eligió a Clive para el papel del millonario. Aunque la película se estableció originalmente en París, la dirección de arte está inspirada en una mezcla de varias ciudades.  Robert Sherwood dijo que "es una ciudad extraña, con semejanzas confusas con Londres, Los Ángeles, Nápoles, París, Tánger y Council Bluffs. No es una ciudad en la tierra pero son todas ciudades".
El 28 de agosto de 1928, la madre de Chaplin Hannah Chaplin murió a los 63 años. Chaplin estuvo angustiado durante varias semanas y la preproducción no se reanudó hasta mediados del otoño de 1928. El psicólogo  Stephen Weissman ha planteado la hipótesis de que "Luces de la ciudad" fuera un tanto autobiográfica, mostrando a la niña ciega como la madre de Chaplin, mientras que el millonario borracho representa al padre de Chaplin. Weissman también compara muchos de los escenarios de la película con lugares de la infancia real de Chaplin, como la estatua del inicio de la película comparándola con la imagen del St. Mark's Church en Kennington Park Road.
Chaplin entrevistó a muchas actrices para el papel de la florista ciega pero no quedó impresionado por ninguna de ellas. Mientras presenciaba el rodaje de una película con mujeres bañándose en una playa de Santa Mónica, encontró a una conocida, Virginia Cherrill, que le saludó con la mano y le preguntó si alguna vez tendría la oportunidad de trabajar con él. Después de una serie de descorazonadoras pruebas con otras actrices, Chaplin invitó a Cherrill a hacer la prueba. Fue la primera actriz en actuar sutil y convincentemente ciega ante la cámara debido a su miopía y firmaron un contrato el 1 de noviembre de 1928.

### Rodaje
El inicio del rodaje empezó el 27 de diciembre de 1928, después de que Chaplin y Carr hubieran trabajado en el guion durante casi un año. Ya desde el principio, Chaplin se destacó por hacer muchas más tomas que la de otros directores de la época.  La producción comenzó con la primera escena en el puesto de flores donde el pequeño vagabundo se encuentra por primera vez con la florista ciega. La escena tardó semanas en filmarse, y Chaplin comenzó a tener dudas sobre el casting de Cherrill. Años más tarde, Cherrill dijo: "Nunca me gustó Charlie y nunca le agradé a él." En su autobiografía, Chaplin asumió la responsabilidad de sus tensiones en el set con Cherrill, culpando al estrés de hacer la película por el conflicto. "Me había puesto a trabajar en un estado neurótico por querer la perfección", recordó. La filmación de la escena continuó hasta febrero de 1929 y nuevamente durante diez días hasta principios de abril antes de que Chaplin dejara la escena a un lado para ser filmada más tarde. Luego filmó la escena inicial del pequeño vagabundo despertando en una estatua pública recién descubierta. Esta escena involucró hasta 380 extras y fue especialmente estresante para Chaplin. Durante esta parte del rodaje, los escenarios se estaban realizando en Chaplin Studios porque la ciudad de Los Ángeles había decidido ampliar La Brea Avenue y Chaplin se vio obligado a mover varios edificios lejos de la carretera.
Posteriormente, Chaplin rueda la secuencia en la que el vagabundo se encuentra con el millonario e impide que éste se suicide. Durante el rodaje, Henry Clive de repente deicidó que no quería lanzarse en un tanque de agua fría, lo que provocó la ira de Chaplin que despidió a Clive. Rápidamente fue reemplazado por Harry Myers, conocido por Chaplin cuando estaba bajo contrato en Keystone Studios. Chaplin finalizó la secuencia el 29 de julio de 1929 cob exteriortes en Pasadena Bridge. Luego, Chaplin filmó una secuencia que finalmente se cortó de la película en la que el pequeño vagabundo intentaba recuperar un palo que estaba atascado en una rejilla. La escena incluía a un joven Charles Lederer. Más tarde, Chaplin elogiaría la escena, pero insistió en que era necesario no incluirla en el montaje final. Posteriormente, continuó filmando las escenas con el millonario hasta el 29 de septiembre de 1929.
En noviembre, Chaplin comenzó a trabajar con Cherrill otra vez en las escenas menos trágicas entre el vagabundo y la florista. Mientras esperaba sus escenas durante varios meses, Cherrill se aburría y se quejó abiertamente con Chaplin. Durante el rodaje de una escena, Cherrill le preguntó a Chaplin si podía irse temprano para poder ir a una cita con el peluquero. Chaplin despidió a Virginia Cherrill y la reemplazó por Georgia Hale, su compañera en La quimera de oro. Aunque Chaplin le gustó su prueba de pantalla, incluso él se dio cuenta de que ya había filmado demasiado para volver a retomar todas las escenas de la chica de las flores. Chaplin también pensó por un tiempo en la actriz de dieciséis años Violet Krauth, pero sus colaboradores lo disuadieron de esta idea. Chaplin finalmente volvió a contratar a Cherrill para terminar "Luces de la ciudad". ella le demandó y obtuvo una compensación de 75 dólares por semana.

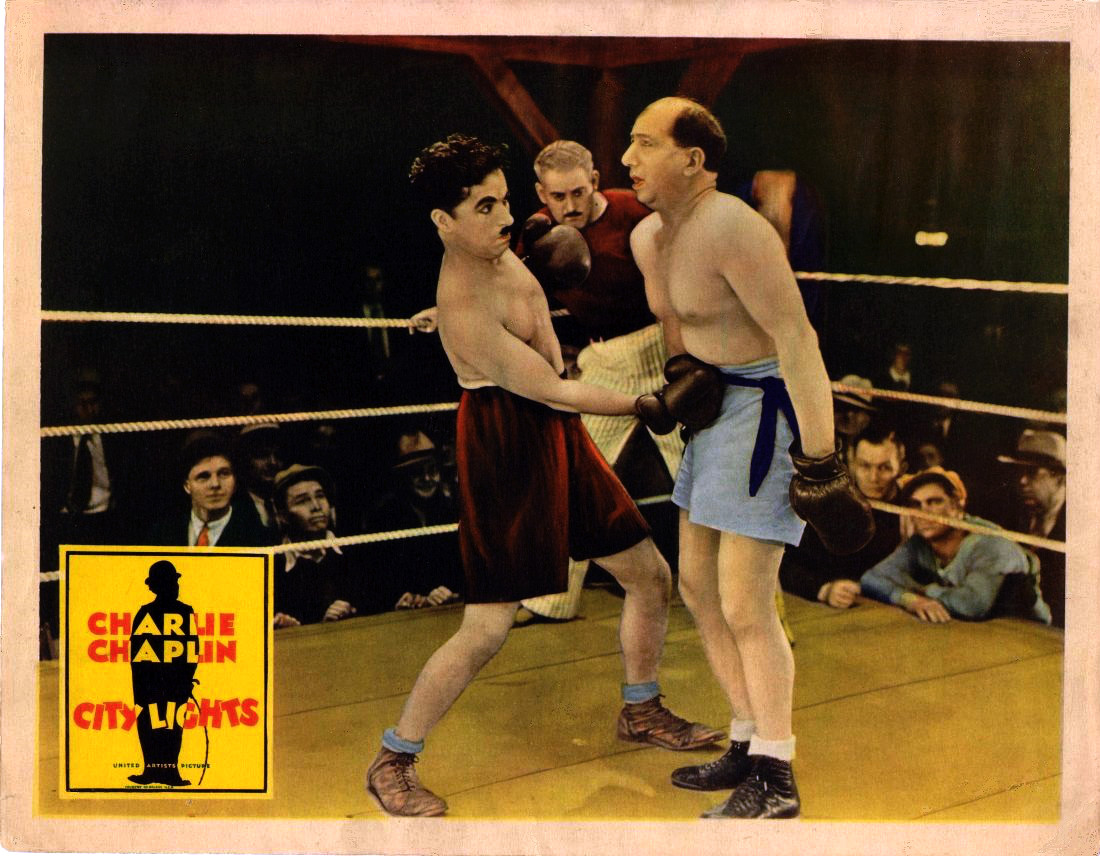
Fotograma de la escena del combate de boxeo de Luces de la ciudad.

Luego, Chaplin eligió a Florence Lee como la abuela de la chica cega y filmó escenas con Cherrill y Lee durante cinco semanas. A finales de 1929, Chaplin volvió a filmar la primera escena de la tienda de flores con Cherrill. Esta vez, la escena se completó en seis días y Chaplin estaba feliz con la actuación de Cherrill. Chaplin había estado filmando la película durante un año y estaba a poco más de la mitad de su finalización. Desde marzo a abril de 1930, Chaplin filmó las escenas dentro de la casa del millonario en Town House en Wilshire Boulevard. Contrató a Joe Van Meter y Albert Austin, a quienes conocía desde sus días de trabajo con Fred Karno, como ladrones. A finales de la primavera de 1930, Chaplin rodó la última gran secuencia de comedia: el combate de boxeo. Chaplin contrató al actor de Keystone Hank Mann para interpretar al oponente del vagabundo. La escena requirió 100 extras y Chaplin tardó cuatro días en ensayar y seis en rodar la escena. Fue filmada entre el 23 y el 30 de junio. Chaplin estaba al principio muy nervioso sobre el público que podía asistir a esta escena por lo que invitó a sus amigos a ser extras. Estuvieron presentes más de 100 extras. La actuación de Chaplin en la escena fue tan divertida que cada día llegaban más personas para figurar como extras.
Entre julio y agosto, Chaplin terminó seis semanas de escenas más pequeñas, incluidas las dos escenas del vagabundo acosado por los repartidores de periódicos, una de las cuales fue interpretada por un joven Robert Parrish.
En septiembre de 1930, Chaplin terminó el rodaje de la icónica escena final que duró seis días. Chaplin dijo que estaba contento con la actuación de Cherrill en la escena, y que ella finalmente había entendido el papel. Al hablar de su estilo de dirección en el set, Chaplin afirmó que "todo lo que hago es un baile".
Desde octubre a diciembre de 1930, Chaplin editó la película y creó los intertítulos. Cuando terminó la película, las películas mudas se habían vuelto impopulares en general. Pero "Luces de ciudad" fue un gran éxito financiero y artístico de la carrera de Chaplin, y una de sus películas favoritas de Chaplin. Especialmente aficionado a la escena final, dijo, "En Luces de la ciudad solo la última escena ... No estoy actuando (...) Casi disculpándome, parado y mirando (...) Es un hermosa escena, hermosa, y porque no está exagerada ".
La cantidad de película utilizada para la película no era propia de la época y era una señal del largo proceso de producción. Chaplin filmó 95785 metros de película y la película completa tuvo 2466 metros.

## La famosa melodía:La Violetera
La música de éxito La Violetera, compuesta por José Padilla y popular en París, Londres y Nueva York, es el hilo conductor de la película y, como recuerda en sus memorias el director, la inspira. Fue cantada igualmente por Raquel Meller, a quien conoció Chaplin cuando triunfaba en una gira por Estados Unidos, e intentó sin éxito incluirla en el reparto de su película. Chaplin empleó la música sin reflejar la autoría del auténtico compositor, por lo que José Padilla interpuso el correspondiente pleito, que ganó en París.
Cuenta el actor español Tony Leblanc que un día, viendo la película, se dio cuenta de que la melodía era La Violetera y no se nombrababa al autor, y que fue él quien avisó al maestro Padilla, que a partir de entonces inició los trámites para el pleito que interpuso.
En la versión digital mk2 de las películas de Chaplin, accesibles en formatos DVD y Blu-ray, figuran en los títulos de crédito tanto el nombre de la canción (La Violetera) como el de su autor (José Padilla).

## Premios
National Board of Review
| Reconocimiento              | Candidata          | Resultado |
| --------------------------- | ------------------ | --------- |
| Diez mejores filmes del año | Luces de la ciudad | Incluida  |